# 棘椎龍屬
棘椎龙（属名：Spinostropheus）是一属生存于中侏罗世的肉食性角鼻龙类兽脚类恐龙，化石发现于尼日尔的条拉伦组，模式种兼唯一种是戈氏棘椎龙（S. gautieri）。

## 发现历史
1959年，阿尔伯特－菲力克斯·德·拉伯伦特（Albert-Félix de Lapparent）在阿加德兹沙漠因特雷夫（In Tedreft）西部奥德提默索（Oued Timmersöi）附近挖掘化石，发现之一是一具兽脚类残骸。1960年，德·拉伯伦特将该化石命名为轻龙的第二个物种：戈氏轻龙（Elaphrosaurus gautieri），种名纪念模式产地的发现者弗朗索瓦·戈蒂埃（François Gautier）。
2004年，保罗·塞里诺（Paul Sereno）、约翰·威尔逊（John Wilson）和约翰·康拉德（John Conrad）将其命名为新属棘椎龙，属名取自拉丁语spina（棘刺）及希腊语στροφεύς／stropheus（脊椎），指颈椎上突出且背腹扁平的后关节突。
正模标本MNHN 1961-28发现于条拉伦组，地质年龄为巴通阶至牛津阶，而德·拉伯伦特认为地层年龄可以追溯到早白垩世。标本由一节颈椎、七节背椎、三个骶骨、五节尾椎、一个肱骨、耻骨下端、股骨下端、一个胫骨、一个腓骨、一个跖骨、另外个块跖骨及一节趾骨组成。副模标本包括尺骨、跖骨及椎骨和四肢材料组成的第二部具骨骼。塞里诺于2004年提及第三具骨骼：标本MNN TIG6，包括一排颈椎和背椎及一些肋骨。

## 描述
棘椎龙是种小型兽脚类动物。2010年，格雷戈里·保罗（Gregory Paul）估计其长4（13英尺）、重200（440英磅）。2012年，托马斯·霍兹（Thomas R. Holtz Jr.）估计其长6.2（20英尺）。2016年，鲁本·莫利纳－佩雷兹（Rubén Molina-Pérez）和亚西尔·拉腊门迪（Asier Larramendi）根据副模标本中的尺骨给出8.5（28英尺）长、600（1,300英磅）重的更高估计值。

## 种系发生学
塞里诺等人2002年进行的系统发育分析发现棘椎龙是阿贝力龙类的姐妹群，该研究仅考虑来自标本MNN TIG6的数据。后期研究证实了最初结论，即本属是新角鼻龙类以外的一种基干角鼻龙类，在演化树中与轻龙关系更近。